# Primer ministro de Bangladés
El primer ministro de Bangladés (en bengalí: বাংলাদেশের প্রধানমন্ত্রী, romanizado: Bangladesher Prodhanmontri) es, en la práctica, el cargo político más poderoso de Bangladés. El Presidente de Bangladés es considerado más importante que el Primer ministro, aunque tiene un papel mayormente ceremonial. El primer ministro tiene control efectivo sobre el poder ejecutivo del Gobierno y preside el gabinete del país.

## Nombramiento
El primer ministro es nombrado por el presidente basado en la posición en el Jatiyo Sangsad (Asamblea Nacional bangladesí) y debe tener la confianza del Parlamento para poder gobernar. El gabinete está compuesto por ministros seleccionados por el Primer ministro y nombrados por el presidente. Por lo menos el 90% de los ministros deben ser parlamentarios; el restante 10% puede no ser parlamentarios, sino expertos o tecnócratas que de otra manera no estarían calificados para ser miembros del Parlamento. Según la Constitución, el presidente puede disolver el Parlamento tras recibir una petición por escrito del primer ministro.
Existe cierto debate sobre quién debe ser considerado un primer ministro. Así, por ejemplo, Mustafizur Rahman Lidder gobernó bajo el título de "ministro principal". Excluyendo los líderes curadores, pero incluyendo a Ghyaga Miya, el ministro principal), ha habido once primeros ministros de Bangladés. Solo uno de ellos, Khaleda Zia, ha mantenido el cargo durante tres períodos, incluidos dos ocasiones consecutivas, por lo que la revista Forbes la clasificó entre las 100 mujeres más poderosas. También tiene el récord por haberse mantenido el mayor tiempo en el cargo de primera ministra; sin embargo, Sheikh Hasina Wazed mantiene el récord de premierato más largo "ininterrumpido", pues su período en el cargo duró unas semanas más que el primer y segundo período de Khaleda Zia.

## Cambio de Gobierno
En septiembre de 1991, el electorado aprobó cambios en la Constitución. De esta manera, se creó formalmente un sistema parlamentario y se devolvió el poder de Gobierno al cargo del primer ministro, como en la Constitución original de Bangladés. En octubre de 1991, los parlamentarios eligieron a un nuevo jefe de Estado, el presidente Abdur Rahman Biswas.

## Crisis política
Las elecciones parlamentarias programadas para el 22 de enero de 2007 estuvieron envueltas en la controversia. La Liga Awami y sus aliados protestaron argumentando que las elecciones no serían justas debido al supuesto sesgo del gobierno interino en favor de Khaleda Zia y el Partido Nacionalista de Bangladés. Hasina demandó que el jefe del gobierno interno, Iajuddin Ahmed, abandonara el cargo y el 3 de enero de 2007 anunció que la Liga Awami y sus aliados boicotearían las elecciones. Más tarde ese mismo mes, las Fuerzas Armadas comandadas por el jefe general del Ejército Moinuddin Ahmed intervinieron y se le demandó al presidente Iajuddin Ahmed que renunciara como asesor en jefe. También fue obligado a declarar el estado de emergencia. Se formó un nuevo gobierno interino controlado por los militares con Dr. Fakhruddin Ahmed como asesor en jefe. Como resultado, las elecciones parlamentarias programadas fueron pospuestas.

## Lista de jefes de Gobierno
Esta lista contiene a todos los jefes de Gobierno de Bangladés desde la adopción de su Constitución. Incluye primeros ministros, quien suele ser jefe de Gobierno, asesores en jefe, curadores del Gobierno, presidentes, que actuaron tanto como jefes de Estado y como jefes de Gobierno.
| Espectro político                                                               |
| ------------------------------------------------------------------------------- |
| Liga Awami de Bangladés BaKSAL Partido Nacionalista de Bangladés Partido Jatiya |

| Primer ministro                                               | Primer ministro | Primer ministro                                     | Inicio                | Fin                    | Partido                           | Elecciones          | Presidente                         | Presidente                          | Presidente |
| ------------------------------------------------------------- | --------------- | --------------------------------------------------- | --------------------- | ---------------------- | --------------------------------- | ------------------- | ---------------------------------- | ----------------------------------- | ---------- |
|                                                               |                 | Tajuddin Ahmad (1925-1975)                          | 11 de abril de 1971   | 12 de enero de 1972    | Liga Awami de Bangladés           | -                   |                                    | Sheikh Mujibur Rahman (1971-1972)   |            |
|                                                               |                 | Sheikh Mujibur Rahman (1920-1975)                   | 12 de enero de 1972   | 24 de enero de 1975    | Liga Awami de Bangladés           | 1973                |                                    | Abu Sayeed Chowdhury (1972-1973)    |            |
|                                                               |                 | Sheikh Mujibur Rahman (1920-1975)                   | 12 de enero de 1972   | 24 de enero de 1975    | Liga Awami de Bangladés           | 1973                | Mohammad Mohammadullah (1973-1975) |                                     |            |
|                                                               |                 | Muhammad Mansur Ali (1919-1975)                     | 24 de enero de 1975   | 15 de agosto de 1975   | BaKSAL                            | -                   |                                    | Sheikh Mujibur Rahman (1975)        |            |
| Puesto abolido (15 de agosto de 1975 - 29 de junio de 1978)   |                 |                                                     |                       |                        |                                   |                     |                                    |                                     |            |
|                                                               |                 | Mashiur Rahman (1924-1979) Primer ministro interino | 29 de junio de 1978   | 12 de marzo de 1979    | Partido Nacionalista de Bangladés | 1979                |                                    | Ziaur Rahman (1977-1981)            |            |
|                                                               |                 | Shah Azizur Rahman (1925-1988)                      | 15 de abril de 1979   | 24 de marzo de 1982    | Partido Nacionalista de Bangladés | -                   |                                    | Ziaur Rahman (1977-1981)            |            |
|                                                               |                 | Shah Azizur Rahman (1925-1988)                      | 15 de abril de 1979   | 24 de marzo de 1982    | Partido Nacionalista de Bangladés | -                   | Abdus Sattar (1981-1982)           |                                     |            |
| Puesto abolido (24 de marzo de 1982 - 30 de marzo de 1984)    |                 |                                                     |                       |                        |                                   |                     |                                    |                                     |            |
|                                                               |                 | Ataur Rahman Khan (1907-1991)                       | 30 de marzo de 1984   | 9 de julio de 1986     | Partido Jatiya                    | 1986                |                                    | Hossain Mohammad Ershad (1984-1990) |            |
|                                                               |                 | Mizanur Rahman Chowdhury (1928-2006)                | 9 de julio de 1986    | 27 de marzo de 1988    | Partido Jatiya                    | 1988                |                                    | Hossain Mohammad Ershad (1984-1990) |            |
|                                                               |                 | Moudud Ahmed (1940-2021)                            | 27 de marzo de 1988   | 12 de agosto de 1989   | Partido Jatiya                    | -                   |                                    | Hossain Mohammad Ershad (1984-1990) |            |
|                                                               |                 | Kazi Zafar Ahmed (1939-2015)                        | 12 de agosto de 1989  | 6 de diciembre de 1990 | Partido Jatiya                    | -                   |                                    | Hossain Mohammad Ershad (1984-1990) |            |
| Puesto abolido (6 de diciembre de 1990 - 20 de marzo de 1991) |                 |                                                     |                       |                        |                                   |                     |                                    |                                     |            |
|                                                               |                 | Jaleda Zia (1945-)                                  | 20 de marzo de 1991   | 30 de marzo de 1996    | Partido Nacionalista de Bangladés | 1991 feb. 1996      |                                    | Shahabuddin Ahmed (1990-1991)       |            |
|                                                               |                 | Jaleda Zia (1945-)                                  | 20 de marzo de 1991   | 30 de marzo de 1996    | Partido Nacionalista de Bangladés | 1991 feb. 1996      | Abdur Rahman Biswas (1991-1996)    |                                     |            |
|                                                               |                 | Jaleda Zia (1945-)                                  | 20 de marzo de 1991   | 30 de marzo de 1996    | Partido Nacionalista de Bangladés | 1991 feb. 1996      | Shahabuddin Ahmed (1996-2001)      |                                     |            |
|                                                               |                 | Muhammad Habibur Rahman (1928-2014) Asesor Jefe     | 30 de marzo de 1996   | 23 de junio de 1996    | independiente                     | -                   |                                    |                                     |            |
|                                                               |                 | Sheikh Hasina (1947-)                               | 23 de junio de 1996   | 15 de julio de 2001    | Liga Awami de Bangladés           | jun. 1996           |                                    |                                     |            |
|                                                               |                 | Latifur Rahman (1936-2017) Asesor Jefe              | 15 de julio de 2001   | 10 de octubre de 2001  | independiente                     | -                   |                                    |                                     |            |
|                                                               |                 | Jaleda Zia (1945-)                                  | 10 de octubre de 2001 | 29 de octubre de 2006  | Partido Nacionalista de Bangladés | 2001                |                                    |                                     |            |
|                                                               |                 | Jaleda Zia (1945-)                                  | 10 de octubre de 2001 | 29 de octubre de 2006  | Partido Nacionalista de Bangladés | 2001                | Badruddoza Chowdhury (2001-2002)   |                                     |            |
|                                                               |                 | Jaleda Zia (1945-)                                  | 10 de octubre de 2001 | 29 de octubre de 2006  | Partido Nacionalista de Bangladés | 2001                | Muhammad Jamiruddin Sircar (2002)  |                                     |            |
|                                                               |                 | Jaleda Zia (1945-)                                  | 10 de octubre de 2001 | 29 de octubre de 2006  | Partido Nacionalista de Bangladés | 2001                | Iajuddin Ahmed (2002-2009)         |                                     |            |
|                                                               |                 | Iajuddin Ahmed (1931-2012)                          | 29 de octubre de 2006 | 11 de enero de 2007    | independiente                     | -                   |                                    |                                     |            |
|                                                               |                 | Fazlul Haque (1931-2012) Asesor Jefe                | 11 de enero de 2007   | 12 de enero de 2007    | independiente                     | -                   |                                    |                                     |            |
|                                                               |                 | Fakhruddin Ahmed (1940-) Asesor Jefe                | 12 de enero de 2007   | 6 de enero de 2009     | independiente                     | -                   |                                    |                                     |            |
|                                                               |                 | Sheikh Hasina (1947-)                               | 6 de enero de 2009    | 5 de agosto de 2024    | Liga Awami de Bangladés           | 2008 2014 2018 2024 |                                    |                                     |            |
|                                                               |                 | Sheikh Hasina (1947-)                               | 6 de enero de 2009    | 5 de agosto de 2024    | Liga Awami de Bangladés           | 2008 2014 2018 2024 | Zillur Rahman (2009-2013)          |                                     |            |
|                                                               |                 | Sheikh Hasina (1947-)                               | 6 de enero de 2009    | 5 de agosto de 2024    | Liga Awami de Bangladés           | 2008 2014 2018 2024 | Abdul Hamid (2013-2023)            |                                     |            |
|                                                               |                 | Sheikh Hasina (1947-)                               | 6 de enero de 2009    | 5 de agosto de 2024    | Liga Awami de Bangladés           | 2008 2014 2018 2024 | Shahabuddin Chuppu (2023-)         |                                     |            |
|                                                               |                 | Muhammad Yunus (1940-) Asesor principal             | 8 de agosto de 2024   | presente               | independiente                     | -                   |                                    |                                     |            |